# Square Francis-Poulenc
Ne doit pas être confondu avec Place Francis-Poulenc.
Le square Francis-Poulenc est un espace vert du 6e arrondissement de Paris.

## Situation et accès

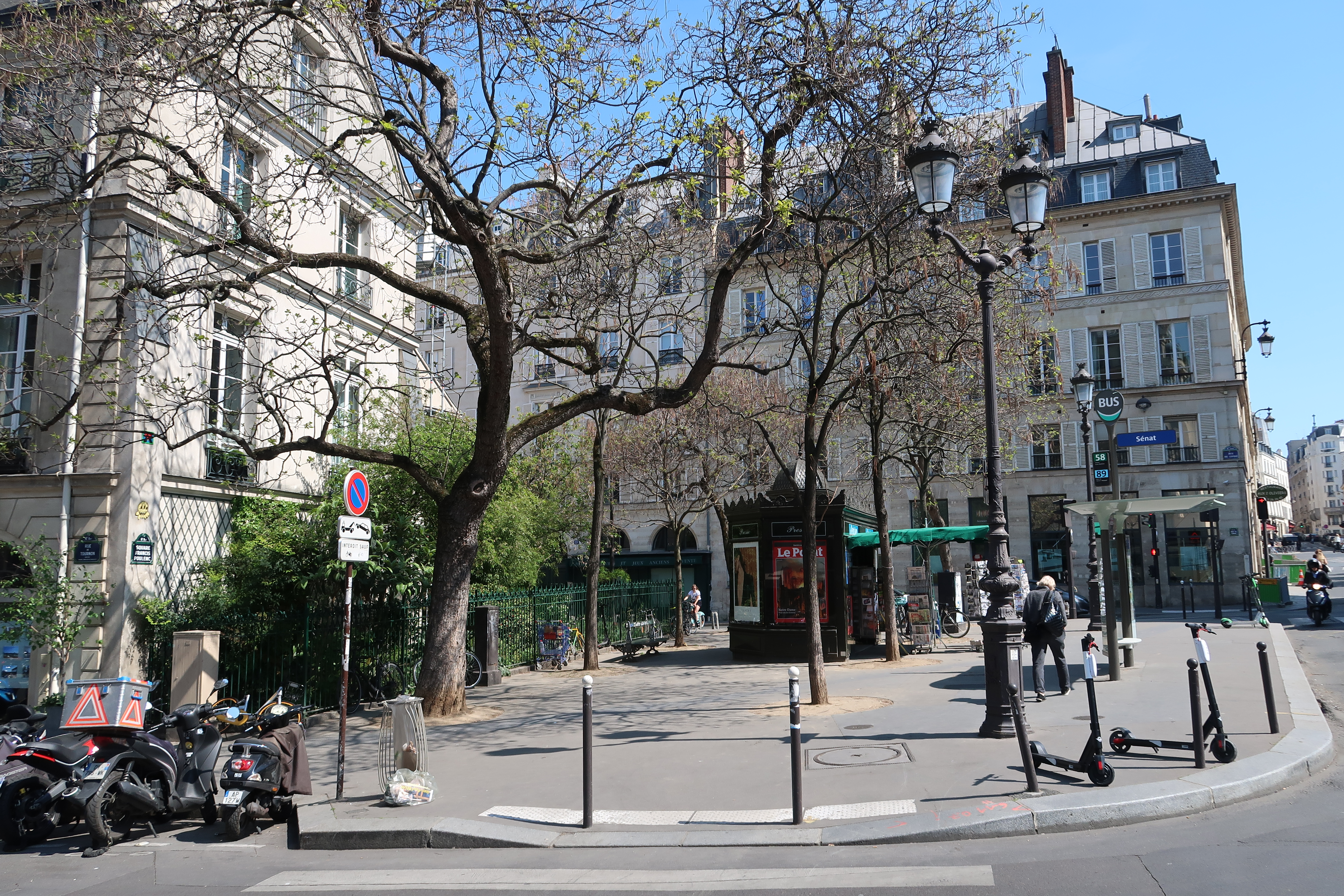

S'étendant sur 184 m2, le square est situé sur la place Pierre-Dux, entre la rue de Condé et la rue de Tournon, au début de la rue de Vaugirard, en face du Sénat.
Le square est accessible à proximité par les lignes 4 et 10 à la station Odéon.

## Origine du nom

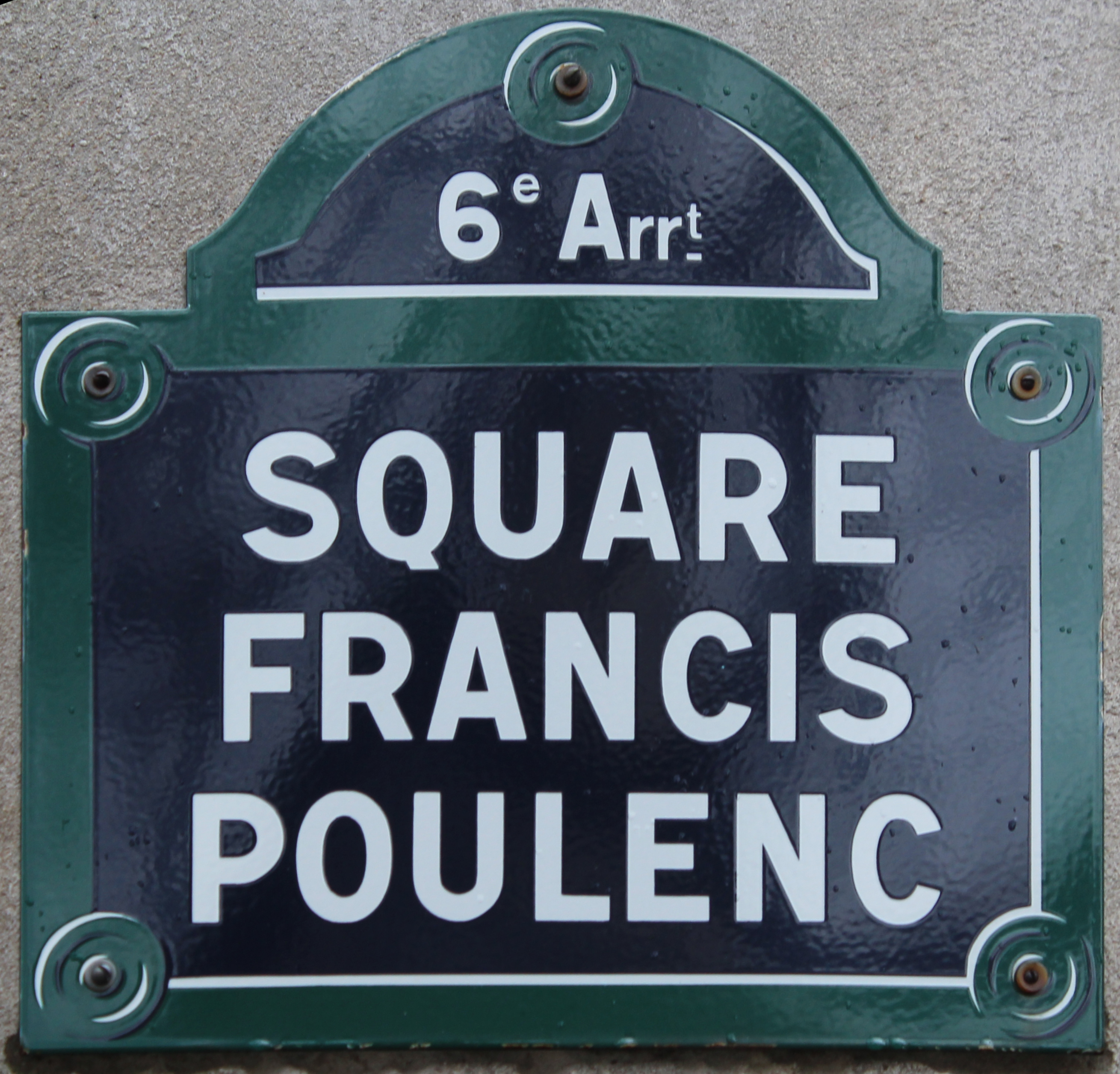
Plaque du square.

Le square évoque la mémoire du compositeur Francis Poulenc (1899-1963), mort dans le 6e arrondissement.

## Historique
Le square occupe l’emplacement du no 33 rue de Tournon, où était situé l’hôtel Foyot, du nom du cuisinier de Louis-Philippe, qui acquiert l’immeuble après la chute de roi. Le bâtiment, du XVIIIe siècle, vétuste, est détruit en 1937. Le 4 avril 1894, le bâtiment est la cible d'un attentat à la bombe d'origine contestée qui fait plusieurs blessés,. En 1933, fuyant le nazisme, l’écrivain Joseph Roth s’installe dans cet hôtel.

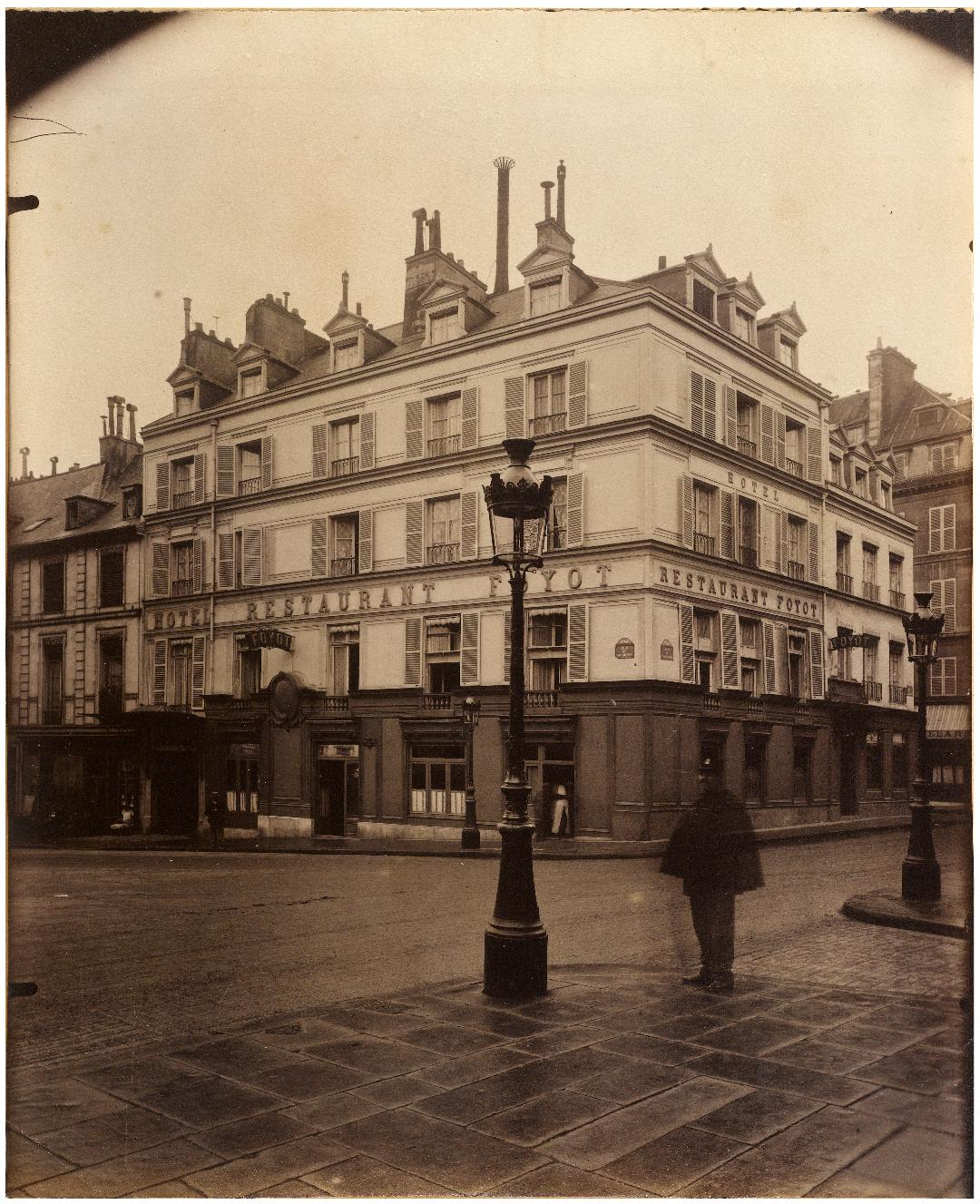
Hôtel Foyot, photographie d'Eugène Atget.